# (6023) Tsuyashima
(6023) Tsuyashima es un asteroide perteneciente al cinturón de asteroides, región del sistema solar que se encuentra entre las órbitas de Marte y Júpiter, descubierto el 26 de octubre de 1992 por Kin Endate y el también astrónomo Kazuro Watanabe desde el Observatorio de Kitami, Hokkaidō, Japón.

## Designación y nombre
Designado provisionalmente como 1992 UQ4. Fue nombrado Tsuyashima en homenaje a Takaaki Tsuyashima, divulgador de la astronomía que planeó el Observatorio Astronómico Civil de Kumamoto, que es el único que está abierto al público todas las noches, gracias a la actividad voluntaria de astrónomos aficionados.

## Características orbitales
Tsuyashima está situado a una distancia media del Sol de 2,356 ua, pudiendo alejarse hasta 2,704 ua y acercarse hasta 2,009 ua. Su excentricidad es 0,147 y la inclinación orbital 7,086 grados. Emplea 1321,61 días en completar una órbita alrededor del Sol.

## Características físicas
La magnitud absoluta de Tsuyashima es 13,6. Tiene 4,861 km de diámetro y su albedo se estima en 0,404. 